# Вајзендорф (Баварска)
Вајзендорф (њем. Weisendorf) град је у њемачкој савезној држави Баварска. Једно је од 25 општинских средишта округа Ерланген-Хехштат. Према процјени из 2010. у граду је живјело 6.208 становника. Посједује регионалну шифру (AGS) 9572164.

## Географски и демографски подаци
Вајзендорф се налази у савезној држави Баварска у округу Ерланген-Хехштат. Град се налази на надморској висини од 308 метара. Површина општине износи 36,7 km². У самом граду је, према процјени из 2010. године, живјело 6.208 становника. Просјечна густина становништва износи 169 становника/km².